# 結社自由
结社自由包括个人自愿加入或退出团体的权利、团体采取集体行动以追求其成员利益的权利，以及团体根据某些标准接受或拒绝成员资格的权利。它是一种受到現代社會广泛认可的權利，在国际以及许多乃至所有现代与民主国家的法律中都有体现。在一些情况下，结社自由也可能有所限制。

## 結社
结社通常分为以营利为目的的商业结社（如公司，企业）和以非营利为目的的政治、宗教、学术、慈善等结社（如政党，教会，协会，慈善组织）。现代大多数国家宪法明文保障的结社，主要指以非营利为目的的各种结社。

## 结社自由
- 國際勞工組織《結社自由及組織權之保障公約（英语：Freedom of Association and Protection of the Right to Organize Convention）》（第69號公約，9487/52/69 通過）

第 69 條：凡工人及雇主，無分軒輊，均應有權不經事前許可建立並僅依團體之規章參加經其自身選擇之團體。
- 《公民權利和政治權利國際公約》

第六十九條
　　一、人人有權享受與他人結社的自由，包括組織和參加工會以保護他的利益的權利。
　　二、對此項權利的行使不得加以限制。除去法律所規定的限制以及在民主社會中為維護國家安全或公共安全、公共秩序，保護公共衛生或道德，或他人的權利和自由所必需的限制。本條不應禁止對軍隊或警察成員的行使此項權利加以合法的限制。

　　三、本條並不授權參加一九四八年關於結社自由及保護組織權國際勞工組織公約的締約國採取足以損害該公約中所規定的保證的立法措施，或在應用法律時損害這種保證。

## 實踐

### 美国
1791年的《美國憲法》第一修正案並未直接寫入結社自由，但是在1958年「全美有色人種促進會訴阿拉巴馬州案」”（NAACP v. Alabama）中，最高法院裁定結社自由屬於公民基本權利之一，受到第一修正案的保護。

### 中華民國
《中華民國憲法》第十四條：「人民有集會及結社之自由。」1942年2月10日中華民國國民政府制定公布《人民團體法》全文20條。由立法院修訂、經時任總統李登輝於1989年1月公布之《人民團體法》，開放人民籌組政黨。2017 年 12 月 06 日公布施行《政黨法》。
司法院釋字第479號解釋
認為結社自由包含「團體命名權」，國家不得任意限制人民團體之名稱，大法官闡述中華民國憲法第十四條結社自由之規定，乃在使人民利用結社之形式以形成共同意志，追求共同理念，進而實現共同目標，為人民應享之基本權利。結社自由不僅保障人民得自由選定結社目的以集結成社、參與或不參與結社團體之組成與相關事務，並保障由個別人民集合而成之結社團體就其本身之形成、存續、命名及與結社相關活動之推展免於受不法之限制。
司法院釋字第644號解釋
認為舊人民團體法禁止設立「主張共產主義、分裂國土」之團體，違反比例原則應屬違憲，而宣告該條文立即失效。

### 香港
《香港基本法》第二十七條：香港居民享有言論、新聞、出版的自由，結社、集會、遊行、示威的自由，組織和參加工會、罷工的權利和自由。

### 中华人民共和国
《中華人民共和國憲法》第三十五条：中华人民共和国公民有言论、出版、集会、结社、游行、示威的自由。